# Pantom
Pantom, oficalmente Pantón,  é um município da Espanha na comarca de Terra de Lemos, província de Lugo, comunidade autónoma da Galiza. Tem 143,24 km² de área e em 2021 tinha 2 429 habitantes (densidade: 17 hab./km²).

## Demografia
| Variação demográfica do município entre 1991 e 2004 | Variação demográfica do município entre 1991 e 2004 | Variação demográfica do município entre 1991 e 2004 | Variação demográfica do município entre 1991 e 2004 |
| --------------------------------------------------- | --------------------------------------------------- | --------------------------------------------------- | --------------------------------------------------- |
| 1991                                                | 1996                                                | 2001                                                | 2004                                                |
| 4062                                                | 3737                                                | 3341                                                | 3209                                                |